# 1520 en arts plastiques
| Années des arts plastiques : 1517 - 1518 - 1519 - 1520 - 1521 - 1522 - 1523    |
| Décennies des arts plastiques : 1490 - 1500 - 1510 - 1520 - 1530 - 1540 - 1550 |

Cette page concerne l'année 1520 en arts plastiques.

## Œuvres

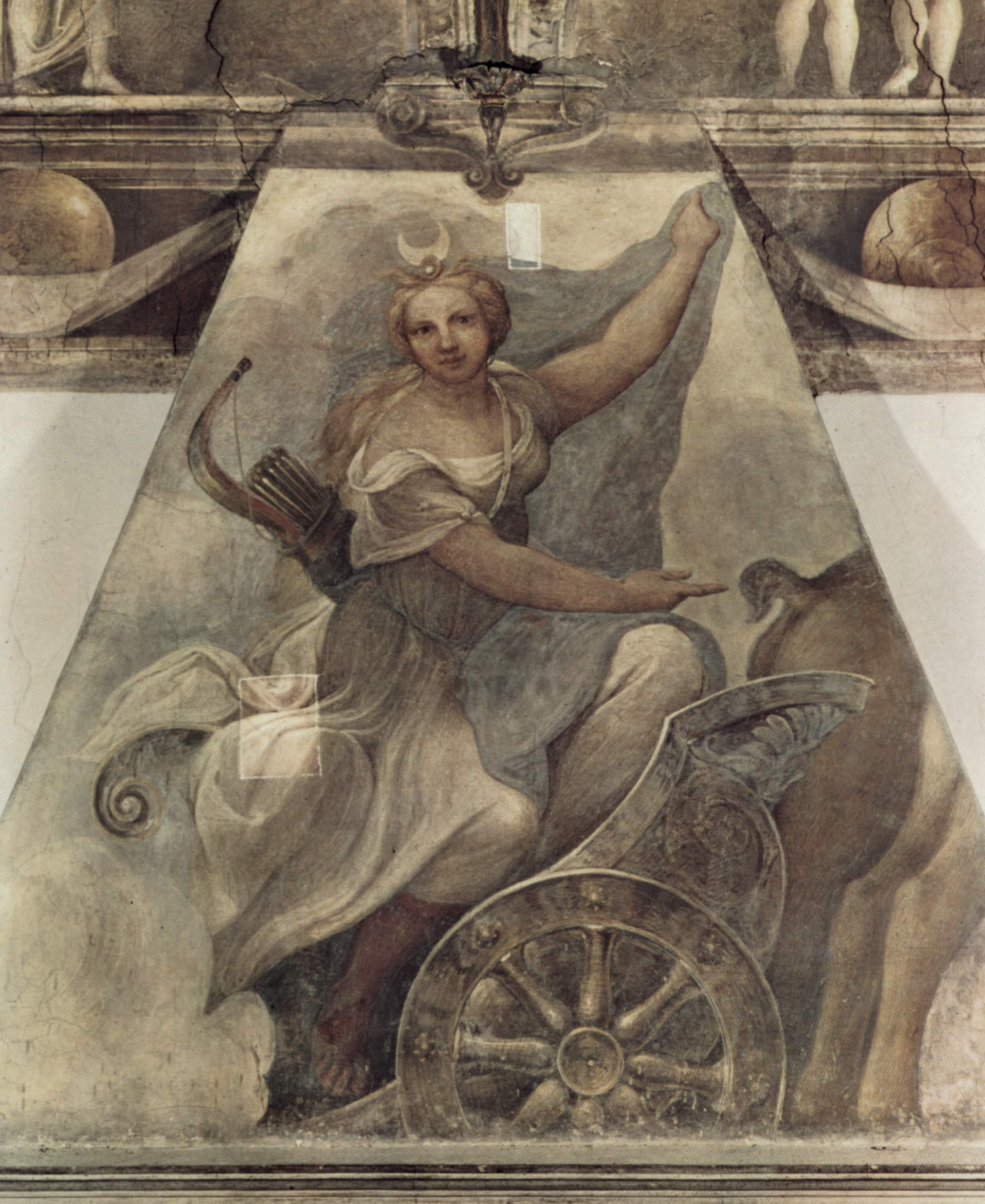
Diane sur son char, fresque de Corrège.

## Naissances
- 20 juin : Nicolás Factor, prêtre catholique et peintre espagnol († 23 décembre 1583),
- ? :
  - Gaspar Becerra, peintre, sculpteur et architecte espagnol († 1570),
  - Bernardino Campi, peintre maniériste italien  († 18 août 1591),
  - Mirabello Cavalori, peintre maniériste italien († 27 août 1572),
  - Giacomo Del Duca, architecte et sculpteur italien († 1604),
  - Étienne Dupérac, architecte, peintre et graveur français († 1604),
  - Giorgio Ghisi, peintre maniériste et graveur italien († 15 décembre 1582),
  - Cornelis van Cleve, peintre flamand († 1567),
  - David Kandel, artiste allemand († 1592),
  - Jacques Le Boucq, peintre, héraut, portraitiste et dessinateur hainuyer († 1573),
  - Lambert van Noort, peintre d'histoire, architecte, dessinateur de cartons de tapisseries et de vitraux flamand († 1571),
  - Lattanzio Pagani, peintre italien († 1582),
  - Giuseppe Porta, peintre maniériste italien de l'école vénitienne († 1575),
  - Ercole Procaccini il Vecchio, peintre italien († 1595),
- Vers 1520 :
  - Marcus Gheeraerts l'Ancien, peintre flamand († vers 1590),
  - Francesco Imparato, peintre maniériste italien de l'école napolitaine († 1570),
  - Guillaume Key, peintre flamand († 1568),
  - Mateu López, peintre espagnol († 1591),
  - Hugues Sambin, menuisier, ébéniste et sculpteur, ingénieur hydraulicien et architecte français († 1601).

## Décès
- 6 avril : Raphaël (Raffaello Sanzio), peintre et architecte italien (° 6 avril 1483),
- ? :
  - Wolf Traut, peintre, graveur sur bois et dessinateur allemand (° vers 1485),
  - Bartholomäus Zeitblom, peintre allemand (° vers 1455),
- Vers 1520 :
- Paolo da San Leocadio, peintre italien (° 10 septembre 1447).